# Legislatura do Alabama
A Legislatura do Alabama (em inglês:  Alabama Legislature) é o braço legislativo do governo do estado americano do Alabama. É um órgão bicameral composto pela Câmara dos Representantes e pelo Senado. É uma das poucas legislaturas estaduais em que os membros de ambas as casas cumprem mandatos de quatro anos e em que todos são eleitos no mesmo ciclo. A eleição mais recente foi em 8 de novembro de 2022. A nova legislatura assume o cargo imediatamente após a certificação dos resultados da eleição pelo Secretário de Estado do Alabama, o que ocorre alguns dias após a eleição.
A Legislatura se reúne na Alabama State House em Montgomery. O edifício original do capitólio, localizado nas proximidades, não é usado pela Legislatura regularmente desde 1985, quando fechou para reformas. No século XXI, serve como sede do Poder Executivo, bem como um museu.